# Joan Mir
Joan Mir Mayrata (* 1. září 1997) je španělský motocyklový jezdec. Mir je znám především jako vítěz nejprestižnější kategorie Mistrovství světa silničních motocyklů MotoGP v roce 2020 na motocyklu Suzuki. V roce 2017 také vyhrál kategorii Moto3.

## Kariéra

### Začátky
Rodák z města Palma de Mallorca závodil v letech 2013 a 2014 v šampionátu Red Bull MotoGP Rookies Cup. Sezónu dokončil se třemi vítězstvími a šesti pódii. V roce 2015 bojoval o titul v juniorském šampionátu CEV Moto3, ale postupně odpadal. Nakonec skončil čtvrtý v celkovém pořadí.

### Moto3
Mir zaznamenal svůj debut v mistrovství světa silničních motocyklů v roce 2015 s týmem Leopard Racing na australském okruhu Phillip Island Grand Prix Circuit, kdy nahradil zraněného Hiroki Ona. Odstartoval z 18. místa, ale závod nedojel po incidentu se skotským jezdcem Johnem Mcphee.
Do sezóny 2016 Mir vstupoval jako plnohodnotný jezdec Moto3 v týmu Leopard Racing.Prvního úspěchu dosáhl v jedenáctém závodu sezóny v Rakousku, kdy získal pole position a následně i vyhrál velkou cenu v kategorii Moto3. V průběhu roku získal ještě další dvě pódia a to v San Marinu a Valencii. Ročník dokončil na 5. místě se 144 body a připsal si titul nováčka roku.
Pro rok 2017 zůstal u týmu Leopard Racing a ročník zcela ovládl. Z 18 vypsaných závodů jich 10 vyhrál. Sezónu dokončil jako mistr světa kategorie Moto3 s náskokem 93 bodů na druhého Romana Fenatiho.

### Moto2
V roce 2018 Mir přestoupil do kategorie Moto2 do týmu Marc VDS Racing Team, se kterým podepsal kontrakt na tři roky. V průběhu sezóny skončil dvakrát na třetím místě (Francie, Itálie) a dvakrát na druhém místě (Německo, Austrálie). Roční dokončil na celkovém 6. místě se 155 body na kontě a titulem nováčka roku.

### MotoGP

#### 2019
V průběhu roku 2018 bylo oznámeno, že Mir ukončil kontrakt s týmem Marc VDS Racing Team v návaznosti na jeho plánovaný přestup do továrního týmu Suzuki v kategorii MotoGP, jako náhrada za italského jezdce Andreu Iannoneho. Stal se teprve druhým jezdcem, který přestoupil do nejvyšší kategorie MotoGP po pouhé jedné sezóně v Moto2. V jeho debutové sezóně 2019 Mir pravidelně dojížděl v nejlepší desítce, ale kvůli plicní kontuzi (po nehodě při testovaní v Brně) musel vynechat dva závody. Nahradil jej testovací jezdec týmu Suzuki Sylvain Guintoli. Mir dosáhl největšího výsledku v Austrálii, kdy dokončil závod na 5. místě. Sezónu dokončil na celkovém 12. místě se 92 body a jako druhý nejlepší nováček roku za Fabiem Quartararem.

#### 2020
Před opožděným startem sezóny 2020 bylo oznámeno, že Mir podepsal se Suzuki kontrakt na další dva roky. Mir měl špatný start do sezóny. Spadl ve dvou ze třech úvodních podniků. Nicméně rychle našel rytmus a stal se pravidelným účastníkem pódiových ceremonií, když dosáhl umístění na stupních vítězů v pěti z následujících sedmi závodů (tři druhá místa v Rakousku, Emilii-Romagně a Katalánsku a dvě třetí místa v San Marinu a Aragonii). Nevyrovnaná umístění jeho soupeřů o titul, jako byli trojnásobný vítěz závodu Fabio Quartararo a Maverick Viñales, znamenala, že po 10 ze 14 závodů Mir vedl pořadí šampionátu, přestože do té doby nevyhrál žádný závod.
Další umístění na stupních vítězů v Teruelu a špatné výsledky Quartarara, Viñalese a Andrey Doviziosa znamenaly, že Mir tři závody před koncem zvýšil svůj náskok v šampionátu před druhým Quartararem na 14 bodů. Ve Velké ceně Evropy, která se jela na okruhu Ricarda Torma nedaleko Valencie, Mir získal své premiérové vítězství, když porazil svého týmového kolegu Álexe Rinse, který skončil na druhém místě. Vzhledem k tomu, že Quartararo na začátku závodu upadl a dokázal zachránit pouze 2 body, získal Mir před oběma svými soupeři 37 bodový náskok, přičemž do konce sezóny zbývaly pouhé 2 závody. Následující týden na Velké ceně Valencie na stejném okruhu Mir skončil na 7. místě, zatímco Rins dokázal dojet pouze na 4. místě a Quartararo vypadl, čímž Mir získal titul mistra světa jezdců MotoGP pro rok 2020.

#### 2021
Sezonu 2021 zahájil Mir v Kataru, kde se umístil v první desítce. Přestože se v prvním závodě kvalifikoval jako desátý a na startu zapomněl zapnout launch control své Suzuki, dokázal se v posledním kole závodu propracovat na druhé místo, než ho na zadní rovince předjeli jezdci Ducati Johann Zarco a Francesco Bagnaia, což vedlo ke 4. místu.
Ve druhém závodě následující týden se Mir kvalifikoval uprostřed pole a skončil sedmý za týmovým kolegou Rinsem, ale závod byl nejpozoruhodnější pro Mirův střet s továrním jezdcem Ducati Jackem Millerem. Incident začal, když se Mir pokusil o předjíždění, při kterém musel v polovině zatáčky zvednout motorku a málem Millera vytlačil z trati. Miller se s ním později srazil na zadní rovince. Mir byl po závodě k Millerovi velmi kritický a tvrdil, že Australanovo jednání bylo úmyslné. O dva týdny později v Portimau Mir odstartoval z devátého místa a propracoval se až na třetí místo za Fabia Quartarara a Bagnaiu, čímž získal pro Suzuki první pódium v sezoně. Před havárií v Le Mans za mokrých podmínek Mir dosáhl 5. místa v Jerezu a svého druhého pódia v podobě 3. místa v Mugellu. V Katalánsku skončil Mir opět na 5. místě, ale po pětivteřinové penalizaci Fabia Quartarara za to, že si sundal chránič hrudníku a jel s otevřenou kombinézou, postoupil na 4. místo. Po 9. místě na Sachsenringu skončil Mir v Assenu na 3. místě, čímž získal své třetí letošní pódium. Sezóna poté vstoupila do letní přestávky. Při návratu na startovní rošt při dvojzávodě v rakouském Spielbergu posbíral Mir své čtvrté pódium v sezoně, když skončil na 2. místě za nováčkem na Ducati Jorgem Martínem, který si připsal své premiérové vítězství v MotoGP. V Aragonii Mir skončil třetí, v Portimau zopakoval svůj nejlepší výsledek sezony druhým místem a rok uzavřel čtvrtým místem ve Valencii, závěrečném závodě sezony. V šampionátu jezdců skončil na 3. místě s 208 body, 44 bodů za druhým Francescem Bagnaiem a 70 bodů za mistrem světa Fabiem Quartararem.

#### 2022
Mir vynechal pár závodů, kvůli zraněním způsobeným nehodou při velké ceně Rakouska. Šampionát dokončil na 15. místě se 87 body na kontě.

#### 2023
Po odchodu Suzuki z mistrovství světa MotoGP Mir podepsal pro rok 2023 smlouvu s továrním týmem Repsol Honda.

## Statistiky

### Mistrovství světa silničních motocyklů

#### Sezóny
| Sezóna | Trída  | Motocykl | Tým                | Závodů | Vítězství | Pódií | Pole Position | Nejrychlejší kola | Body | Celkévé umístění | Mistr světa |
| ------ | ------ | -------- | ------------------ | ------ | --------- | ----- | ------------- | ----------------- | ---- | ---------------- | ----------- |
| 2015   | Moto3  | Honda    | Leopard Racing     | 1      | 0         | 0     | 0             | 0                 | 0    | NC               | –           |
| 2016   | Moto3  | KTM      | Leopard Racing     | 18     | 1         | 3     | 1             | 2                 | 144  | 5.               | –           |
| 2017   | Moto3  | Honda    | Leopard Racing     | 18     | 10        | 13    | 1             | 3                 | 341  | 1.               | 1           |
| 2018   | Moto2  | Kalex    | EG 0,0 Marc VDS    | 18     | 0         | 4     | 0             | 1                 | 155  | 6.               | –           |
| 2019   | MotoGP | Suzuki   | Team Suzuki Ecstar | 17     | 0         | 0     | 0             | 0                 | 92   | 12.              | –           |
| 2020   | MotoGP | Suzuki   | Team Suzuki Ecstar | 14     | 1         | 7     | 0             | 0                 | 171  | 1.               | 1           |
| 2021   | MotoGP | Suzuki   | Team Suzuki Ecstar | 18     | 0         | 6     | 0             | 1                 | 208  | 3.               | –           |
| 2022   | MotoGP | Suzuki   | Team Suzuki Ecstar | 16     | 0         | 0     | 0             | 0                 | 87   | 15.              | –           |
| 2023   | MotoGP | Honda    | Repsol Honda Team  | 15     | 0         | 0     | 0             | 0                 | 26   | 22.              | –           |
| 2024   | MotoGP | Honda    | Repsol Honda Team  | 2      | 0         | 0     | 0             | 0                 | 7    | 15.              | –           |
| Celkem | Celkem | Celkem   | Celkem             | 137    | 12        | 33    | 2             | 7                 | 1231 |                  | 2           |

#### Závody podle roku
| Rok  | Třída  | Motocykl | 1       | 2       | 3       | 4       | 5       | 6       | 7       | 8       | 9       | 10      | 11     | 12      | 13      | 14      | 15      | 16      | 17      | 18      | 19      | 20      | 21  | Poz. | Body |
| ---- | ------ | -------- | ------- | ------- | ------- | ------- | ------- | ------- | ------- | ------- | ------- | ------- | ------ | ------- | ------- | ------- | ------- | ------- | ------- | ------- | ------- | ------- | --- | ---- | ---- |
| 2015 | Moto3  | Honda    | QAT     | AME     | ARG     | SPA     | FRA     | ITA     | CAT     | NED     | GER     | IND     | CZE    | GBR     | RSM     | ARA     | JPN     | AUS Ret | MAL     | VAL     |         |         |     | NC   | 0    |
| 2016 | Moto3  | KTM      | QAT 12  | ARG 5   | AME Ret | SPA 6   | FRA 25  | ITA 7   | CAT 8   | NED 8   | GER Ret | AUT 1   | CZE 8  | GBR 9   | RSM 3   | ARA 5   | JPN 9   | AUS Ret | MAL Ret | VAL 2   |         |         |     | 5.   | 144  |
| 2017 | Moto3  | Honda    | QAT 1   | ARG 1   | AME 8   | SPA 3   | FRA 1   | ITA 7   | CAT 1   | NED 9   | GER 1   | CZE 1   | AUT 1  | GBR 5   | RSM 2   | ARA 1   | JPN 17  | AUS 1   | MAL 1   | VAL 2   |         |         |     | 1.   | 341  |
| 2018 | Moto2  | Kalex    | QAT 11  | ARG 7   | AME 4   | SPA 11  | FRA 3   | ITA 3   | CAT Ret | NED 5   | GER 2   | CZE Ret | AUT 8  | GBR C   | RSM 5   | ARA 6   | THA Ret | JPN 11  | AUS 2   | MAL 10  | VAL Ret |         |     | 6.   | 155  |
| 2019 | MotoGP | Suzuki   | QAT 8   | ARG Ret | AME 17  | SPA Ret | FRA 16  | ITA 12  | CAT 6   | NED 8   | GER 7   | CZE Ret | AUT    | GBR     | RSM 8   | ARA 14  | THA 7   | JPN 8   | AUS 5   | MAL 10  | VAL 7   |         |     | 12.  | 92   |
| 2020 | MotoGP | Suzuki   | SPA Ret | ANC 5   | CZE Ret | AUT 2   | STY 4   | RSM 3   | EMI 2   | CAT 2   | FRA 11  | ARA 3   | TER 3  | EUR 1   | VAL 7   | POR Ret |         |         |         |         |         |         |     | 1:   | 171  |
| 2021 | MotoGP | Suzuki   | QAT 4   | DOH 7   | POR 3   | SPA 5   | FRA Ret | ITA 3   | CAT 4   | GER 9   | NED 3   | STY 2   | AUT 4  | GBR 9   | ARA 3   | RSM 6   | AME 8   | EMI Ret | ALR 2   | VAL 4   |         |         |     | 2.   | 208  |
| 2022 | MotoGP | Suzuki   | QAT 6   | INA 6   | ARG 4   | AME 4   | POR Ret | SPA 6   | FRA Ret | ITA Ret | CAT 4   | GER Ret | NED 8  | GBR Ret | AUT Ret | RSM     | ARA DNS | JPN     | THA     | AUS 18  | MAL 19  | VAL 6   |     | 15.  | 87   |
| 2023 | MotoGP | Honda    | POR 11  | ARG DNS | AME Ret | SPA Ret | FRA Ret | ITA DNS | GER     | NED     | GBR Ret | AUT Ret | CAT 17 | RSM Ret | IND 5   | JPN 12  | INA Ret | AUS Ret | THA 12  | MAL Ret | QAT 14  | VAL DNS |     | 22.  | 26   |
| 2024 | MotoGP | Honda    | QAT 13  | POR 12  | AME     | SPA     | FRA     | CAT     | ITA     | KAZ     | NED     | GER     | GBR    | AUT     | CAT     | RSM     | IND     | INA     | JPN     | AUS     | THA     | MAL     | VAL | 15.* | 7*   |

*Aktuální sezóna